# NSU Lux
NSU Lux – motocykl, produkowany od 1951 roku. Konstrukcja powojenna (po 1945 roku) niemieckiej fabryki NSU Motorenwerke z Neckarsulm.
Motocykl był napędzany silnikiem dwusuwowym o pojemności 200 cm³ z łańcuchowym przeniesieniem napędu na koło. Centralny amortyzator zawieszenia tylnego koła jest to rozwiązanie, które miało i ma zastosowanie w motocyklach sportowych. Centralne zawieszenie eliminowało tzw. „pływanie” motocykla w wejściu w zakręt przy dużej szybkości. Dwa amortyzatory i sprężyny na tylnym kole w motocyklach nie działały symetrycznie i z tego powodu nawet przy drobnych nierównościach jezdni powodowały wybijanie tyłu w różne strony, co w skrajnych przypadkach powodowało zmianę toru jazdy i upadek. Zastosowanie centralnego amortyzatora wyeliminowało te problemy. NSU LUX był jednym z rodziny motocykli tego typu. Należały do niej NSU MAX, NSU SUPERMAX, NSU SPECJALMAX z silnikami czterosuwowymi o pojemności 250 cm³ oraz NSU SUPERLUX z silnikiem 2-suwowym o pojemności 200 cm³. Dzięki swojej budowie osiągały one wiele zwycięstw w wyścigach motocyklowych w swoich kategoriach. Na upamiętnienie tego, fabryka NSU w późniejszych wersjach, wyprodukowała korki wlewu na zbiorniki paliwa z datami tych zwycięstw.
| Dane motocykla | Dane techniczne NSU Lux 201 ZB |                   |
| - Pojemność: 198 cm³ - Masa własna: 135 kg - dopuszczalna: 285 kg - Silnik: dwusuwowy - Prędkość: 90 km/h - Zużycie paliwa: 2.5 l/100 km Motocykle z tej serii to: Od 1949 roku - NSU Fox 1949 – 1954 - NSU Lux 1951 – 1954 - NSU Superlux 1954 – 1956 - NSU Max - NSU Specialmax | \| Typ \| Standard Lux \| Super Lux \| \| ---------------------- \| ------------------ \| ----------------- \| \| Rok budowy \| 1951–1954 \| 1955–1956 \| \| Silnik \| Dwusuw \| Dwusuw \| \| Pojemność silnika \| 198 cm³ \| 198 cm³ \| \| Średnica cylindra/skok \| 62 x 66 \| 62 x 66 \| \| Stopień sprężania \| 1:6 \| 1:6 \| \| Świeca zapłonowa \| W225 T1 \| W240 T11 \| \| Moc, sprawność \| 8,6 PS/5250 min -1 \| 11 PS/5200 min -1 \| \| Gaźnik \| Bing AJ 2/22/16 \| Bing AJ 2/24/34 \| \| Skrzynia biegów \| 4-biegowa \| 4-biegowa \| \| Rama, zawieszenie \| Stalowa-centralne \| Stalowa-centralne \| \| Długość \| 2030 mm \| 2030 mm \| \| Rozstaw kół \| 1304 \| 1304 \| \| Pojemność zbiornika \| 12 l \| 14 l \| \| Ogumienie \| 3,00 × 19 \| 3,00 x 19 \| \| Felgi \| 2,15 B x 19 \| 2,15 B x 19 \| \| Waga \| 135 kg \| 152 kg \| \| Prędkość max. \| 95 km/h \| 102 km/h \| |                   |
| Typ | Standard Lux | Super Lux         |
| Rok budowy | 1951–1954 | 1955–1956         |
| Silnik | Dwusuw | Dwusuw            |
| Pojemność silnika | 198 cm³ | 198 cm³           |
| Średnica cylindra/skok | 62 x 66 | 62 x 66           |
| Stopień sprężania | 1:6 | 1:6               |
| Świeca zapłonowa | W225 T1 | W240 T11          |
| Moc, sprawność | 8,6 PS/5250 min -1 | 11 PS/5200 min -1 |
| Gaźnik | Bing AJ 2/22/16 | Bing AJ 2/24/34   |
| Skrzynia biegów | 4-biegowa | 4-biegowa         |
| Rama, zawieszenie | Stalowa-centralne | Stalowa-centralne |
| Długość | 2030 mm | 2030 mm           |
| Rozstaw kół | 1304 | 1304              |
| Pojemność zbiornika | 12 l | 14 l              |
| Ogumienie | 3,00 × 19 | 3,00 x 19         |
| Felgi | 2,15 B x 19 | 2,15 B x 19       |
| Waga | 135 kg | 152 kg            |
| Prędkość max. | 95 km/h | 102 km/h          |

W latach 1951–1954 wyprodukowano:
- 1951: 3.651 Sztuk
- 1952: 30.660 Sztuk
- 1953: 17.052 Sztuk
- 1954: 11.487 Sztuk (Lux + SuperLux)